# Ледено доба
Ледено доба је геолошки период са значајним смањењем површинске и атмосферске температуре на Земљи, што за последицу има повећање леденог покривача на планети.
Ледена доба важан су део Земљине прошлости у којем су настали многи геоморфолошки облици, биљне и животињске врсте, а напослетку и човек. У оно време ледена доба имала су утицај и важност за човеков живот, узроковала су миграције те распрострањеност живог света каквог ми данас познајемо.
Непосредно након ледених доба обликовали су се климатски појасеви попут данашњих.
Данас се лед налази у ледницима планинских предела или у леденим покривачима на северном и јужном полу.

## Раздобља појављивања
Током геолошке прошлости позната су раздобља за време којих је долазило до залеђивања континената, глацијације (стварања ледника) и наглог захлађења. Те промене су се кроз Земљину прошлост догодиле неколико пута и познате су под називом ледена доба.
Сматра се да су прва ледена доба, тачније њих три, наступила у прекамбријуму (пре 940–615 милиона година). Затим је уследило ледено доба у девону (пре око 400 милиона година), те у горњем карбону и перму (отприлике пре 295 милиона година). Трагова тих старих леђења има врло мало, али неки су ипак пронађени у Африци, Азији, Северној Америци и Аустралији.
На тим подручјима пронађени су тилити (више или мање повезан моренски материјал) који су били нанесени у вишим пределима, али су у каснијим раздобљима померени многим геолошким променама.
По просторном распореду наслага тилита може се потврдити већ споменута чињеница како су оне на та подручја стигле померањем континената или другим сложеним геолошким процесима. Познато је, наиме, како на некима од тих подручја данас влада врло топла или чак тропска клима, као и како на њима нема трагова новијег леденог доба. Под новијим леденим добом сматра се оно из плеистоцена.

## Узроци појављивања
Временом су настале многе теорије или групе теорија о настанку ледених доба.
Прва група била је она која је узроке ледених доба тражила у свемиру, Сунцу и међусобном положају Земље и Сунца. Једна од теорија из ове групе била је да простор кроз који је путовао Сунчев систем није увек био једнаке температуре и да је до разлика у температури дошло због гасова и прашине у појединим подручјима. Ту теорију подупиру и нека савремена научна достигнућа. Друга теорија била је да је Сунце променљива звезда која у неким раздобљима исијава више, а неким мање топлоте. Још једна од теорија била је како је за тако драстичне климатске промене било одговорно премештање Земљиних полова.
Друга група теорија је узроке ледених доба тражила на самој Земљи. Једни су сматрали да је до ледених доба дошло због промене смера струјања топлих, а посебно хладних морских струја. Други су пак сматрали како порекло ледених раздобља лежи у промени висине континената што је утицало на правац ветрова и падавина.
Присталице треће групе теорија сматрали су како се узрок ледених доба крије у Земљиној атмосфери. Претпостављају како атмосферски услови могу драстично утицати на раст и пад температуре. Посебно важну улогу има количина угљен-диоксида и прашине у атмосфери. Смањењем количине угљен-диоксида снизила би се температура на Земљиној површини, док би повећана количина честица прашине отежавала долазак Сунчевих зрака до Земље и тако смањила температуру унутар атмосфере.
Све наведене теорије врло су старе (настале су углавном у 19. веку) и већина њих је у потпуности одбачена. 
Вредно је помена да је седамдесетих година 19. века хрватски геолог Гјуро Пилар, професор геологије на тадашњем Мудрословном факултету изнео је своју теорију о постанку ледених доба. Према њој су узроци глацијације првенствено повезани са периодичном пертурбацијом, тј. нарушавањем правилног кретања Земље. По Пилару, главни чинилац који је утицао на успостављање глацијације био је ваздух, односно промене енергије ветрова као последица ових пертурбација.

## Миланковићева теорија
Најпотпунију теорију, која је последњих година добија све снажнију подршку у мерењима изотопског састава геолошког материјала изложио је Милутин Миланковић 1920, тада професор примењене математике на Београдском универзитету. Према тој теорији до појаве ледених доба долази због прецесије Земље због чега се угао осе ротације Земље незнатно мења у односу на раван њене орбите око Сунца. Због мале промене угла мења се и осунчаност Земљине површине те лета периодично постају мало хладнија, за степен два, а зиме исто толико топлије. На географској ширини од 60 степени то је довољно да се зимски снегови преко лета потпуно не истопе, а исто тако да у незнатно топлијим зимама буде више падавина. Кумулативни ефекат је да се снегови са врхова планина полако спуштају у долине и временом потпуно покрију велики део умереног климатског појаса. Нормално, појава је много сложенија јер се истовремено са прецесијом Земље незнатно мења и њена орбита око Сунца па опажена периодичност појаве ледених доба није тако једноставна. Величина „Миланковићевог ефекта“ зависи и од разлике између највећег и најмањег растојања Земље од Сунца. Године 1999. показано је да варијација изотопског састава кисеоника у седиментима на дну океана заиста следи Миланковићева предвиђања ( 1999).

## Последње ледено доба
Последње ледено доба наступило је у не тако давној геолошкој прошлости, тачније у квартару–пре отприлике 2 милиона година. Свој је врхунац доживело у плеистоцену, који се дели на глацијале и интерглацијале. Глацијали су били ледена раздобља у којима се континентални лед ширио далеко на југ, те се упоредо с тим снежна граница спуштала много ниже него што је данас.
У квартару је укупно било пет глацијала, и то хронолошким редом:
- Донау
- Гинц
- Миндел
- Рис
- Вирм

Ти глацијали су имена добили по рекама у подручју Алпа (Günz, Mindel и Riss) те језеру Würm. Донау је добио име по реци Дунав, али постојање тог глацијала је под знаком питања.
У Сједињеним Државама су била четири глацијала и то редом:
- Небраска
- Канзас
- Илиноис
- Висконсин

У Немачкој су била само три глацијала, који су такође добили имена по рекама:
- Елстер
- Сале
- Вајксел

Службени и опште прихваћени називи глацијала су они који потичу од назива алпских река, док се остали називи користе на локалном нивоу (Немачка, САД) за именовање глацијала који су на том подручју трајали приближно паралелно с алпским глацијалима. Глацијали су били различитог трајања и исто тако различитог интензитета. То исто вреди и за сваки интерглацијал. Интерглацијали су била раздобља између два глацијала у којима је температура била виша, а лед се повлачио у високе северне пределе. Неки научници тврде како ми живимо у једном таквом раздобљу, те како ће након одређеног броја година поновно наступити глацијал.

### Распрострањеност леда
Будући да је последње ледено доба било у сразмерно блиској прошлости (у односу на остала), многим истраживањима утврђен је мање-више тачан простор који је био прекривен ледом.
У Северној Америци лед се ширио у близини Хадсоновог залива и прекривао целу источну Канаду, Нову Енглеску и велика пространства Средњег запада (подручје држава Илиноис, Индијана, Ајова, Канзас, Мичиген, Минесота, Мисури, Небраска, Северна Дакота, Јужна Дакота, Охајо и Висконсин). Ледени покривач на том простору био је просечне дебљине око 1.500 метара.
Други ледени покривач на том континенту ширио се из центра који се налазио у канадским Рокијима и другим високим крајевима на западу Северне Америке. Прекривао је делове Аљаске, целу западну Канаду те делове држава Вашингтон, Ајдахо и Монтана. У Европи се лед ширио из центра који се налазио у Скандинавији и на Балтику. Прекривао је Шкотску, највећи део Британских острва, Данску, Финску и велика подручја северне Немачке, Пољске и Русије. Мања ледена капа којој је центар био у Алпима прекрила је Швајцарску те делове Аустрије, Италије и Француске.
Осим на два већ споменута континента, лед је био присутан и на већини осталих, али у мањим количинама. Ледене површине прекривале су Аргентину до 40° јужне географске ширине, делове Новог Зеланда, а такође и подручја Хималаја и Камчатке у Азији. Једино у Африци нису забележени трагови последњег леђења.
Свеукупно, за време последњег леденог доба, лед је прекривао 24 милиона квадратних километара Земљине површине која је данас без леда. Само на европском континенту лежало је у то доба 70 милиона кубних километара леда.
Да би се створиле тако велике количине леда, толико је воде изашло из океана да се ниво светског мора спустио за око 180 метара. Због тога су многа данашња острва била саставни део копна (нпр. Британска острва). На просторима морских пролаза настале су превлаке које су битно утицале на распрострањеност животињских врста и човека.

### Геолошке промене
Распоред континената и океана у квартару, током последњег леденог доба, био је готово идентичан данашњем. Разлике су биле једино у клими и висини рељефа. На њих су деловали многи геолошки процеси (нпр. тектонским променама све данашње планине постижу данашњу висину). Но најважније промене, посебно климатске, везане су за појаву ледених доба. Климатске промене знатно су утицале на речне системе. Смене топлих и хладних раздобља одражавала је текућа вода. Повремено би имала већу снагу захваљујући којој је еродирала (разарачки деловала на) тло те тако повећала своје корито. То се догађало за време интерглацијала, док би за време глацијала, када би већина текуће воде прешла у лед, имала снагу која је била довољна само за одношење разног материјала који се до тада таложио у речним долинама. За време глацијације, изнад великих, ледом прекривених континенталних простора формирало се дуготрајно поље високог атмосферског притиска, антициклона, а путање влажних океанских ваздушних маса потиснуте су према југу. То је успоставило, у подручјима која нису била под директним утицајем северних ледених покривача, изразито влажна раздобља - плувијале. Нека од тих подручја, за леденог доба богата падавинама, данас су велике пустиње. Такође, смена топлих и хладних раздобља узроковала је и повремено ширење и повлачење ледених покривача и појединачних глечера. То је допринело стварању бројних рељефних облика, те накупљању глацијалних седимената (морене).
У Европи најдебље глацијалне наслаге налазимо у Холандији (и до 600 метара). Моренског материјала такође има доста у Словенији у Радовљишкој котлини, у Крањском и Соршком пољу, у Љубљанском пољу те у долини Соче. У Хрватској је глацијални материјал присутан на Рујанској коси и на Красном пољу на Велебиту. У Босни и Херцеговини има га у подручју бројних планина као што су Бјелашница, Височица, Чабуља, Вележ, Шатор, Троглав и др. Морена има и у Црној Гори на Дурмитору и Проклетијама, у Србији на Копаонику, Старој и Сувој планини, те у Северној Македонији на планинама Шара и Кораб.
Осим на овим просторима, глацијални материјал налазимо и на свим другим местима где су били присутни плеистоценски ледени покривачи и глечери.

### Живи свет
Живи свет током леденог доба највише је доживео промена. Животиње су често мењале станиште, тражећи боље животне услове. Те су сеобе биле могуће за време глацијације када се спуштао ниво мора те је био отворен пут до острва или чак других континената. Заједнице живог света такође су пролазиле кроз многе еволуцијске промене прилагођавајући се на тај начин животним условима.

#### Биљни свет
Вегетација карактеристична за ледена доба била је тундра, која је расла уз ивичне делове глечера и била врло отпорна на хладноћу. Врло чести били су собов лишај и маховине. Дрвећа у онаквом облику каквог данас познајемо није било. Ипак постојала су ˝дрвца˝ - полегли патуљасти грмови белих цветова - ситнолистаста фресница, те полегло разгранато дрвце до један метар високо, густо длакавих гранчица и ситног, готово округлог лишћа - патуљаста бреза. Подаље од ивица леда простирале су се хладне степе. То су биљне заједнице разних врста трава, прошаране грмљем и ретким шумарцима. Протезале су се од истока до запада Америке, те од француске обале Атлантика преко средње Европе до далеких крајева источног Сибира. Још јужније налазили су се различити типови шума у којима су најзаступљенији бреза и бор. Осим те две врсте били су ту још и леска, брест, смрека, јасен, јела, граб, храст, јова и липа. Границе између наведених вегетацијских појасева нису биле строго одређене већ су се померале већ према томе да ли је трајало доба глацијације или интерглацијала.

#### Животињски свет
Животиње које су насељавале Земљину површину током леденог доба биле су врло занимљиве и необичне. У многобројној групи животиња посебно су се истицали сисари. Они су у леденом добу били распрострањени у свим климатским појасевима. Захваљујући својим физиолошким особинама, сисари су се могли прилагодити најразличитијим животним условима, чак и оним најкритичнијим уз ивице континенталног леда.
Један од најимпресивнијих сисара леденог доба био је вунасти мамут(Mammuthus primigenius). Живео је у последњем глацијалу леденог доба, за време највећег захлађења. Осим мамута на просторима тундре и хладне степе Европе и Азије живео је и вунасти носорог (Coelodonta antiquitatus), једини носорог који се икада прилагодио хладним климатским приликама. У истим крајевима као мамуте и носороге налазимо и собове (Rangifer tarandus). Живи примерци собова могу се наћи и данас на подручјима Исланда, Норвешке, северне Финске, северне Русије и уопште арктичке регије. У подручјима тундре такође је живело и мошусно говедо (Ovibos moschatus), које и данас живи у најхладнијим просторима Канаде, на Гренланду, Исланду и у северној Норвешкој. Још једна животиња која је обитавала у хладним пределима је поларна лисица (Alopeh lagopus). Тај грабљивац и данас живи у хладнијим подручјима.
На просторима јужније од тундре, на подручјима степе такође су живеле разне животиње. Једна од њих био је степски бизон (Bison priscus), предак данашњих бизона. Врло честа животиња у степским травнатим подручјима било је и изумрло говедо (Bos primigenius). Било је врло слично данашњем домаћем говеду, али много веће. Једна од најзанимљивијих животиња тих простора био је велики јелен (Megaceros gigantens). Припадао је једној од највећих врста јелена која је икад живела на Земљи. Имао је огромне лопатасте рогове, распона и до четири метра, а сваки рог је тежио око 40 килограма. Та врста изумрла је пре око десетак хиљада година. Још неке од животиња које су живеле на степском подручју леденог доба су глодар степска звиждарка, саига антилопа, дивљи коњ, лос и многе друге. Све оне и данас постоје, а налазимо их у хладнијим подручјима Северне Америке и Евроазије.
Поједини сисари леденог доба проблем неповољних климатских услова решавали су на тај начин што су већи део године проводиле у пећинама. Неке од тих животиња су пећински медвед (Ursus Spaeleous), пећинска хијена и пећински лав. Све те животиње изумрле су са завршетком ледених доба. Осим сисара, за време леденог доба живеле су и многе птице, инсекти и мекушци (пужеви).

#### Човек
Појава хуманизације, тј. настајања човеколиких бића старија је од квартара, но појава човека мање-више сличног данашњем везана је уз плеистоцен. Од самог почетка тог раздобља живе разне врсте хоминида (човекових предака) које се вероватно надовезују на неогенски род Рамапитекус.
Људима најближи били су хоминиди рода Аустралопитекус који су живјели већ у неогену, а изумрли на почетку плеистоцена. Живели су, бар се тако претпоставља, на подручју Африке. Најнапреднији међу њима био је Хомо хабилис, који се јавља на почетку плеистоцена. Тај хоминид кретао се двоножно и израђивао је примитивно оружје које је добијао грубом обрадом камена (одваљивањем или откидањем).
Ово је била прва етапа хоминизације. Након тога почиње друга етапа. У њој се појављују разни облици хоминида који се у новије вријеме уврштавају у род Хомо. Разликују се Homo erectus erectus, Homo erectus pekinensis, Home erectus rhodesiensis, Homo erectus heidelbergensis и други. Сви они припадају роду Архантропи. Специфичност ових хоминида је у томе што су били први те врсте на евроазијском континенту. То потврђује већ споменуту чињеницу како су се и људи, као и животиње, преко залеђених простора у доба глацијала ширили на она подручја која су у топлијим раздобљима била одвојена морем и на тај начин недоступна.
Хомо еректус почиње користити пећине за своје сталније боравке, познаје ватру, израђује боље и модерније оруђе те све више посматра живот свог плена (животиње) и подређује му свој живот, пратећи велика крда за време њихових сеоби. Претпоставља се да су се при комуникацији користили и неком врстом примитивног језика. Једно налазиште Хомо еректуса налази се и у Хрватској–у пећини Шандаљи код Пуле.
У трећој етапи јавља се група Палеоантропи. Њихова налазишта присутна су у Европи и Азији. Налази се спомињу под различитим именима. Врсти Homo preneanderthalensis приписују се налазишта у Крапини, Ерингсдорфу у Немачкој, Сакопасторе у Италији и Гановце у Словачкој. Под врстом Homo neanderthalensis набрајају се налазишта Неандертал код Диселдорфа, Спи у Белгији, Гибралтар, Ле Мустије, Ла Шапел-о-Сент у Француској и Тешик Ташу у Узбекистану. Данас су те обе врсте познате под једним именом–Homo sapiens neanderthalensis.

## Завршетак ледених доба
Крај ледених доба карактерише повећање температуре и повлачење глечера и леденог покривача. Уз та два процеса такође долази до подизања нивоа мора и настајања острва и залива. Данас се узима да се завршетак последњег леденог доба одиграо отприлике 10000 година пре нове ере. Тада се лед повукао у своје садашње границе и формирали су се климатско-вегетацијски појасеви какве данас познајемо. Након плеистоцена наступио је холоцен у којем и данас живимо.